# Enceladus Orbilander
Enceladus Orbilander est une mission spatiale d'exploration robotique du système solaire proposée par la communauté scientifique américaine en 2022. Si elle était adoptée par l'agence spatiale américaine, la NASA, elle serait lancée à la fin de la décennie 2030. Ce projet à très gros budget (projet Flagship évalué à environ 2,6 milliards de dollars américains) a pour objectif l'étude d'Encelade, un des satellites naturels de Saturne, qui recèle un océan souterrain susceptible d'abriter des formes de vie. La sonde spatiale doit dans une première phase se placer en orbite autour de la lune pour l'étudier et prélever à des fins d'analyse des échantillons des jets qui sont périodiquement éjectés par Encelade. Dans une deuxième phase, la sonde doit se poser à la surface d'Encelade et effectuer des analyses d'échantillons de son sol. Pour ce faire, Enceladus Orbilander emporte un système de prélèvement d'échantillons, une suite instrumentale pour détecter des formes de vie et des instruments permettant de recueillir des données à distance (caméras, altimètre, spectromètre).

## Contexte
Encelade est un satellite de la planète géante Saturne de 500 kilomètres de diamètre. La sonde spatiale Voyager 2 est la première mission à la survoler. Les photos prises montrent une surface particulièrement lisse dans certaines régions et son albédo (pouvoir réfléchissant) est le plus élevé des corps présents dans le Système solaire. La sonde spatiale Cassini-Huygens, développée conjointement par la NASA et l'Agence spatiale européenne, se place en orbite autour de Saturne en 2004. Dès 2005, plusieurs observations successives font d'Encelade l'objet le plus intéressant du système saturnien avec Titan. La mesure du champ magnétique de Saturne à proximité de la lune met en évidence que celui-ci est déformé par la présence d'une atmosphère. Des survols rapprochés montrent que des geysers, jaillissant en permanence de la région du pôle sud, éjectent à une vitesse de 400 mètres par seconde un mélange de glace d'eau et de composés chimiques simples. Les geysers suggèrent l'existence de poches d'eau liquide plus ou moins importantes sous la surface, mais il faudra une dizaine d'années d'investigations pour déterminer avec certitude qu'Encelade abrite, sous sa croûte de glace, un océan liquide, malgré une température au sol de −200 °C. Une partie des matériaux éjectés retombe à la surface ; le reste est à l'origine de la formation de l'anneau E. L'analyse des composants de cet anneau, effectuée par la suite à l'aide des instruments de la sonde spatiale, démontre qu'ils contiennent de la silice, qui ne peut se former que lorsque de l'eau portée à une température supérieure à 90 °C interagit avec de la roche. Une telle configuration laisse à penser que la source d'eau liquide est en contact avec un noyau rocheux, d'où jaillissent des sources hydrothermales,.
Les photos de la surface du pôle sud prises à très faible distance montrent une surface particulièrement jeune, jonchée de blocs de glace de la taille d'une maison, parcourue de fractures faisant penser à une activité tectonique et surmontée d'un nuage de vapeur d'eau. Certaines crevasses profondes, baptisées rayures de tigre, sont les points d'émergence des geysers. Des survols successifs ont confirmé que la surface du pôle sud d'Encelade subissait des mouvements tectoniques. Le moteur de cette activité pourrait être la force de marée produite par Saturne, à l'image du rôle de Jupiter dans le volcanisme de Io. Cette force agit non seulement sur la couche de glace superficielle, mais également sur le noyau rocheux, comme en témoigne la présence de silice et d'hydrogène issus de sources hydrothermales. La présence d'un océan souterrain est confirmée en 2015 par des mesures du champ de gravité et des mouvements de libration de la lune sur son orbite. Les données recueillies permettent d'estimer qu'un océan profond de dix kilomètres s'étend au niveau du pôle sud, enfoui sous une couche de glace de 30 à 40 kilomètres d'épaisseur. De manière étonnante à une si grande distance du Soleil, Encelade réunit des conditions a priori favorables à l'apparition d'une forme de vie : chaleur, eau sous forme liquide en abondance et composés organiques. Mais Cassini ne dispose pas d'instrument pour permettre de mener des investigations dans ce domaine,. Une étude de 2018 portant sur les données fournies par les instruments Cosmic Dust Analyzer et Ion and Neutral Mass Spectrometer a cependant permis d'établir la présence de macromolécules organiques d'une masse de quelques centaines d'unités de masse atomique unifiée dans les geysers d'Encelade.

Encelade
Schéma présentant la structure interne d'Encelade sous le pôle sud, selon le scénario le plus courant.
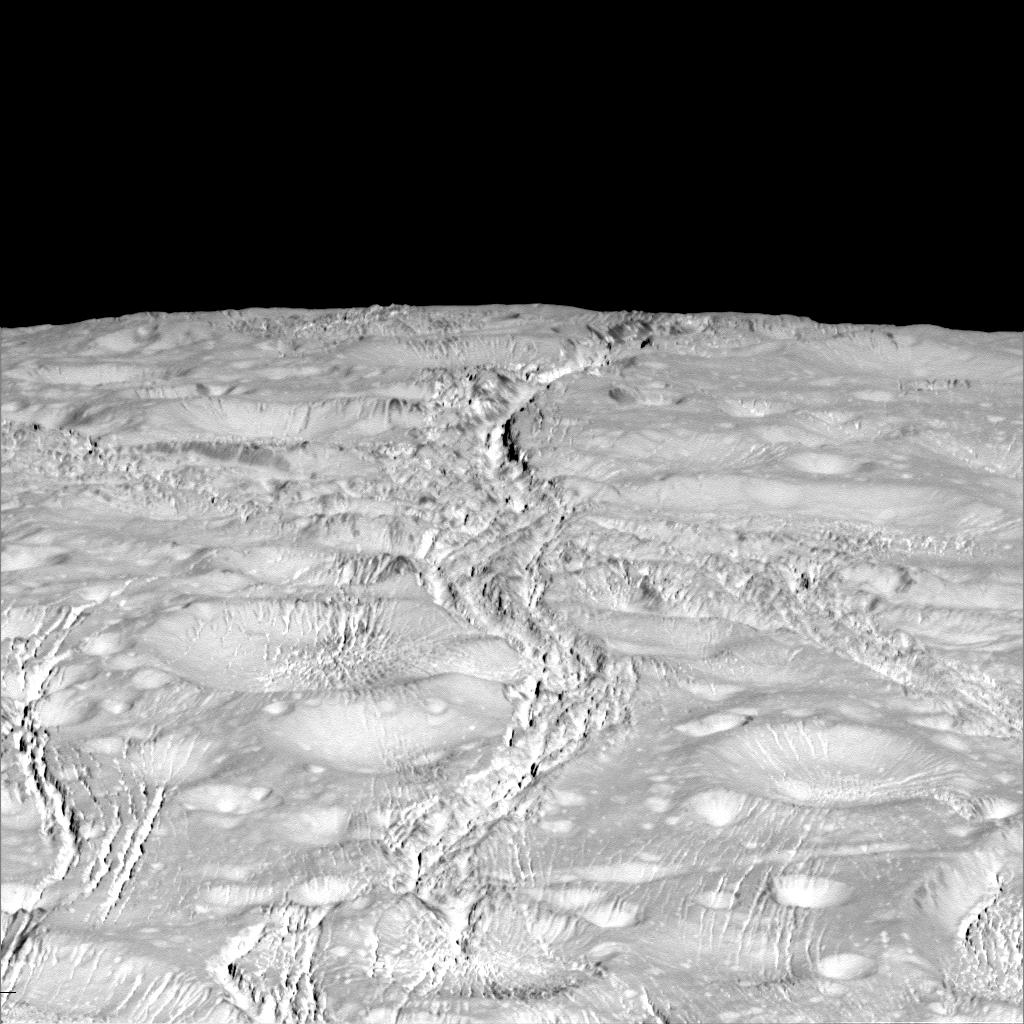
La surface du pôle nord est plus ancienne mais également parcourue par des fissures.
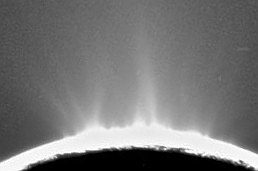
L'activité des geysers est visible sur cette photo.
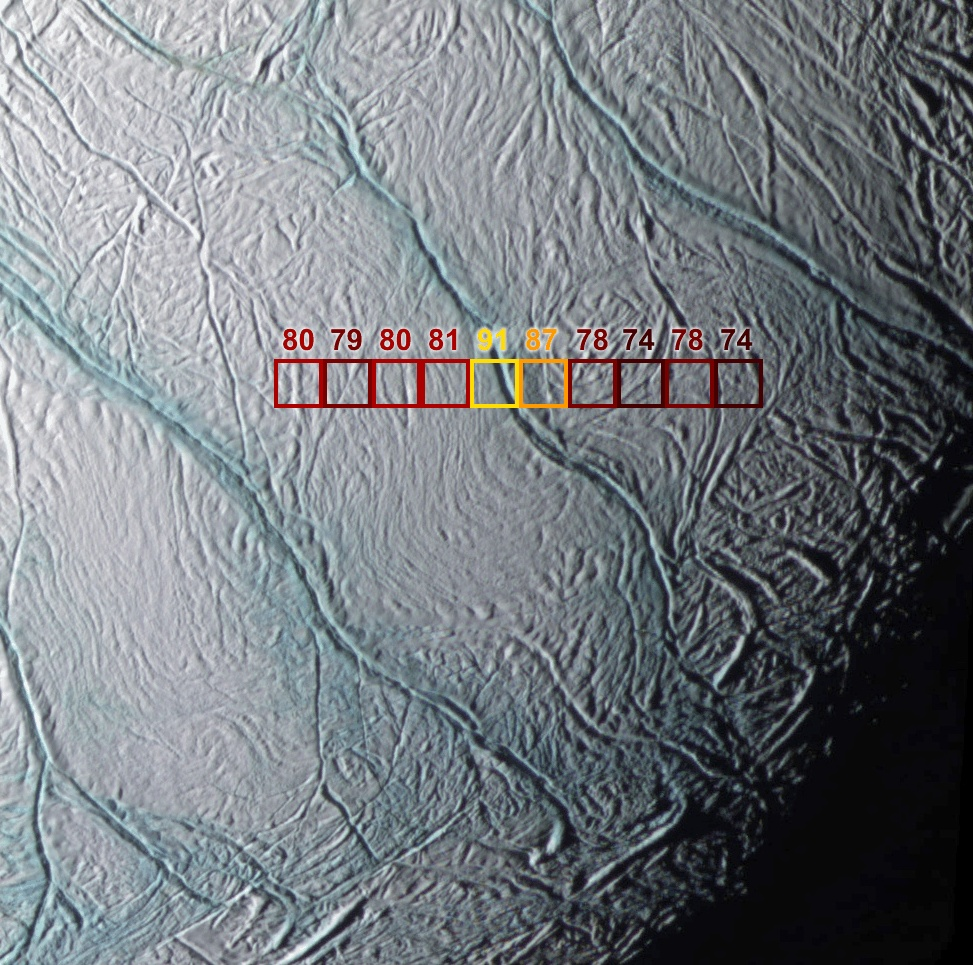
La température au-dessus des rayures de tigre est supérieure d'une vingtaine de kelvins à la température attendue dans cette région.

## Historique du projet

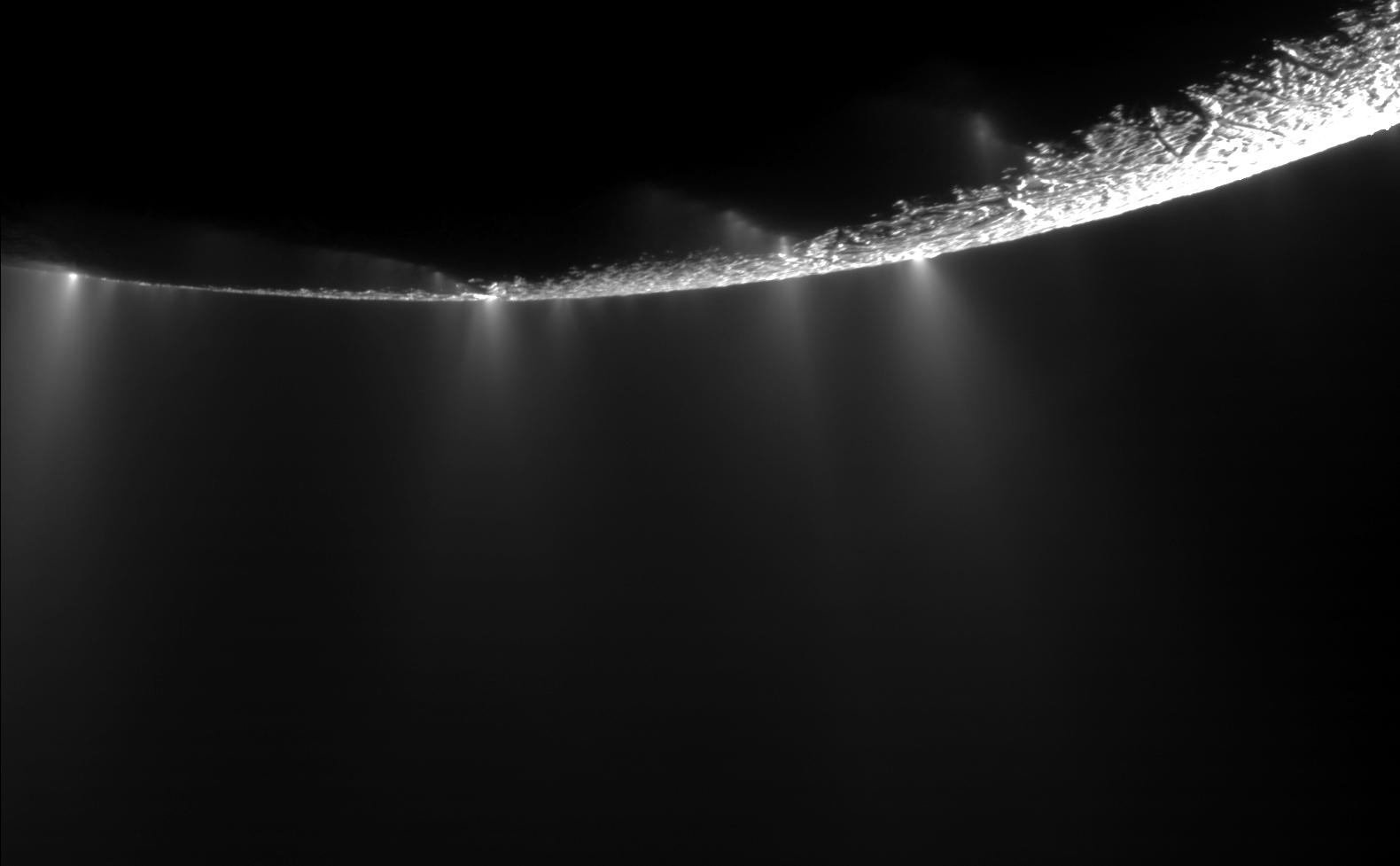
Le satellite Encelade projetant de l'eau.

Une mission d'étude approfondie d'Encelade est une mission coûteuse à cause de son éloignement du Soleil. Le rapport décennal du Conseil national de la recherche des États-Unis publié en 2022 et définissant les priorités dans le domaine des sciences planétaires pour la décennie 2022-2032 (Origins, Worlds, and Life: A Decadal Strategy for Planetary Science and Astrobiology), publié en avril 2022, propose le développement de deux missions de type Flagship. La première est Uranus Orbiter and Probe, qui doit être lancée vers 2031 ; la seconde mission, dont le lancement est prévu à la fin de la décennie 2030, est Enceladus Orbilander. Le rapport souligne l'importance de cette mission qui pourrait répondre à une des questions les plus cruciales de la planétologie : est-ce que la vie existe ailleurs que sur Terre. Les caractéristiques d'Encelade permettent d'étudier de manière directe l'habitabilité d'un océan souterrain et de déterminer s'il accueille de la vie. La vitesse de survol de la sonde Cassini n'a pas permis de déterminer avec certitude la nature des molécules présentes dans les geysers éjectés par la lune. Le coût de la mission est évalué à 2,56 milliards (US$ 2025). La priorité donnée par le rapport à cette mission n'engage pas la NASA, mais l'agence spatiale s'efforce généralement de suivre les recommandations des rapports décennaux dans la mesure où elle dispose de moyens financiers suffisants.

## Objectifs de la mission
Les principaux objectifs de la mission sont de détecter la présence de forme de vie et de déterminer si des conditions favorables à la vie sont présentes. Pour répondre à la question de la présence de la vie, l'objectif est de rechercher les multiples caractéristiques de celles-ci à l'aide de mesures qui doivent pouvoir être répétées. Les instruments doivent permettre d'identifier trois types de biosignatures) : 
- Caractériser la fraction organique des matériaux éjectés par Encelade. La complexité des matériaux organiques présents est un indicateur du nombre d'étapes chimiques qui ont été nécessaires pour les produire. La mesure de cette complexité permet de déterminer si celles-ci résultent de processus abiotiques ou biochimiques (c'est-à-dire générés par le vivant). La mesure des particules avec un spectromètre de masse à haute résolution (m/∆m ≥ 104), une sensibilité > 1000 Da et une précision d'abondance relative de 20% doit permettre d'établir un inventaire des molécules organiques qui pourra être comparé aux distributions connues dans le domaine biotique (du vivant) et abiotique.
- La concentration des différents types d'acides aminés peuvent permettre de déterminer la présence de sources biotiques (du vivant). Celles-ci utilisent des acides aminés basés sur leurs besoins fonctionnels alors que les processus abiotiques se caractérisent par des molécules simples à créer nécessitant peu d'énergie. Des mesures de l'abondance relative de la glycine et de l'énantiomérie d'au moins quatre acides aminés (comprenant des représentants de processus biotiques et abiotiques) seront effectuées avec une précision supérieure à 10%.
- Les différents types de lipides sont fonction de la longueur des chaînes carbonées et la mesure de leur abondance permet d'identifier si des processus biotiques ou abiotiques sont à l'œuvre. Par ailleurs, les lipides et leurs dérivés hydrocarbonés peuvent  être préservés  à une échelle de temps géologique et résister à leur dégradation par l'eau et la chaleur. Pour détecter les lipides et déterminer leur abondance et leur type, la mesure de la masse molaire des molécules sera effectuée jusqu'à 500 Daltons avec une précision supérieure à 20%.

Pour réduire les incertitudes sur l'origine biotique ou abiotique des molécules détectées, deux autres mesures présentant plus de risques mais pouvant fournir des résultats déterminants sont prévues : 
- La présence de polyélectrolytes, qui permettent de stocker et transporter l'information génétique pourrait être une caractéristique de la vie. La technologie émergente des nanopores permet de détecter les polyélectrolytes en très faible concentration. Mais la maturité de cette technologie mise en œuvre dans l'espace est encore à un stade de développement peu avancé.
- L'identification de morphologies ressemblant à celles de cellules peut être un signal fort de biosignature si elle est accompagnée d'une activité chimique comme l'autofluorescence. Des microscopes spatiaux permettant de distinguer des particules inférieures à 0,2 micron sont à un stade de maturité technologique relativement avancé. Toutefois les cellules éjectées par les geysers de Encelade pourraient perdre leur intégrité morphologique dans le processus.

Différentes mesures  géophysiques et géochimiques sont effectuées pour déterminer si Encelade est en mesure d'accueillir la vie. Elles permettent d'une part de quantifier la biomasse qu'Encelade est capable de supporter et d'autre part elles permettent de déterminer si les matériaux des geysers peuvent être modifiés durant leur ascension et leur éjection permettant d'inférer les conditions régnant dans le sous-sol à partir des mesures effectuées dans l'espace  : 
- Mesures des caractéristiques chimiques et physiques de l'environnement. La mesure du ph, de la température, de la salinité ainsi que de la disponibilité des nutriments et des sources d'énergie permettent d'évaluer la quantité de biomasse qui peut être présente et d'en déduire la force du signal biologique produit par l'océan. Cette mesure sera effectuée avec les spectromètres de masse qui permettront de déterminer les oxydants et carbonates présents (avec une précision de 20%)  et avec des électrodes permettant de sélectionner des ions.
- Détermination de la structure interne d'Encelade. Les facteurs géochimiques sont étroitement liés à la structure et à la dynamique de l'intérieur et de la croute. Par exemple, la vitesse avec laquelle les interactions entre l'eau et la roche produisent des déséquilibres chimiques dépend des pressions et températures locales. L'enregistrement de l'activité sismique sur plusieurs jours doit permettre de déterminer la structure et la dynamique du noyau, de la croute et de l'océan d'Encelade.
- Déroulement du processus d'éjection des jets de gaz. La compréhension de ce processus est essentielle pour déterminer comment ce processus affecte les mesures géochimiques et astrobiologiques. La forme des évents et la géomorphologie de la région où sont situés les geysers  peuvent être mesurées à l'aide d'images stéréo prises par les caméras et des instruments d'altimétrie avec une précision inférieure au mètre.

### Sélection du site d'atterrissage
Pour remplir les objectifs scientifiques, le site d'atterrissage doit être situé dans une région où les retombées des geysers sont importantes (> 0,01 mm par an). Le régolithe sur le site doit par ailleurs être  suffisamment solide pour supporter le poids de la sonde spatiale. On pourra identifier un tel site par la présence de blocs d'un mètre de diamètre à proximité (la sonde spatiale Cassini a observé des régions d'Encelade présentant cette caractéristique). Pour répondre aux contraintes de protection planétaire dans un scénario dégradé, la température à la surface devra être inférieure à 85 kelvins. Pour établir des communications directes avec la Terre l'atterrissage dans une vallée doit être évité. Pour éviter que la sonde spatiale ne se renverse, la pente du terrain devra être inférieure à 10°. Les mesures effectuées par la sonde spatiale Cassini suggèrent que de nombreuses régions d'Encelade satisfont l'ensemble de ces critères.

## Caractéristiques techniques
Plusieurs architectures techniques ont été étudiées (grand orbiteur et petit atterrisseur, petit orbiteur et grand atterrisseur, absence d'atterrisseur) : la solution retenue est celle d'un engin spatial unique jouant les deux rôles successivement. La mission est conçue avec une injection directe vers Encelade sans recours à l'assistance gravitationnelle des planètes internes mais cela suppose le recours à un lanceur SLS bloc 2 avec un troisième étage de type Castor 30B. L'autre option consiste à utiliser une fusée Falcon Heavy non réutilisable mais elle nécessite le survol de Vénus (avec un allongement de la durée du transit vers Encelade) et une modification du système de régulation thermique. La sonde spatiale doit fonctionner dans un environnement très froid car éloigné du Soleil (10 Unités Astronomiques) qui ne produit que 15 Watts/m². Par contre l'environnement radiatif est peu agressif. Du fait de la présence potentielle de forme de vie sur la lune Encelade, l'engin spatial est conçu pour respecter le niveau de protection planétaire le plus élevé (IV ==> probabilité de contamination de l'environnement < 10-4). La sonde spatiale repose généralement sur des technologies éprouvées qui ne nécessitent pas de longues phases de mise au point. Les seules exceptions concernent le système de recueil d'échantillons et une partie de l'instrument chargé d'analyser ceux-ci (nanopores). 
Enceladus Orbilander est une sonde spatiale de grande taille avec une masse au lancement de 6610 kilogrammes avec une masse à vide de 2690 kilogrammes. La sonde spatiale emporte 2416 kilogrammes d'hydrazine, 1489 kilogrammes de peroxyde d'azote, et 15 kilogrammes de gaz utilisé pour pressuriser les ergols. La structure centrale est constituée par un cylindre contenant les réservoirs d'ergols. Sur cette structure sont fixées des structures secondaires : train d'atterrissage, propulsion principale, RTG, antennes principales. Le train d'atterrissage, qui comporte quatre pieds, permet un atterrissage sur la lune à une vitesse verticale de 2 m/s et horizontale de 0,5 m/s. La sonde spatiale est stabilisée trois axes et utilise des roues de réaction pour maintenir son orientation. La propulsion est chimique (deux moteurs-fusées HiPAT (445 Newtons de poussée, impulsion spécifique de 326 secondes) brulant une combinaison de deux types d'ergols hypergoliques) et permet un changement de vitesse total supérieur à 2400 m/s. Elle est utilisée pour les manœuvres de correction de trajectoire, d'insertion en orbite et d'atterrissage. La propulsion secondaire (désaturation des roues de réaction, petites corrections de trajectoire) repose sur 8 petits moteurs-fusées d'une poussée de 22 Newtons et 16 propulseurs de 4,4 Newtons. L'éloignement du Soleil ne permet pas le recours à des panneaux solaires et l'énergie est fournie par deux générateurs thermoélectriques à radioisotope de nouvelle génération (NGRTG dans sa variante 16-GPHS), en cours de développement en 2022, qui produisent 800 Watts en début de vie. L'énergie est stockée dans des batteries lithium-ion d'une capacité totale de 46 A-h en début de vie. Les communications sont réalisées en bande Ka pour l'envoi des données scientifiques et en bande X pour les autres données. Pour la réception et l'émission, Enceladus Orbilander dispose d'une antenne parabolique grand gain de 2,1 mètres de diamètre et d'une antenne moyen gain. Ces antennes sont co-alignées et orientables avec deux degrés de liberté pour pouvoir être tournées vers la Terre lorsque la sonde spatiale se trouve à la surface d'Encelade. La sonde spatiale dispose également de trois antennes faible gain et de trois antennes cornet. Les données scientifiques sont stockées dans une mémoire de masse d'une capacité de 128 gigabits. Compte tenu du débit disponible en bande Ka,  le système permettra d'envoyer sur Terre 1,1 térabit de données durant la mission primaire.

### Instrumentation scientifique
La sonde spatiale emporte environ 142 kilogrammes d'instrumentation scientifique. Celle-ci comprend : 
- un système de prélèvement d'échantillons comprenant un bras équipé d'une petite pelle.
- une suite instrumentale pour détecter des formes de vie.
- des instruments permettant de recueillir des données à distance : caméras équipées d'un téléobjectif et d'un objectif grand angle, altimètre laser, spectromètre, radar permettant d'effectuer des sondages du sous-sol, spectromètre infrarouge thermique.
- Une suite d'instruments utilisée pour effectuer des mesures in situ : caméra de contexte, sismomètre.

## Déroulement prévu de la mission
Le rapport préconise un lancement de Enceladus Orbilander en octobre 2038 avec une fenêtre de lancement de secours en novembre 2039. La chronologie proposée de la mission est la suivante : 
- La sonde spatiale est placée sur une trajectoire directe vers Encelade (sans assistance gravitationnelle des planètes du système solaire interne) et utilise durant son transit l'assistance gravitationnelle de Jupiter (octobre 2040) pour modifier sa vitesse et sa direction.  Pour pouvoir être placée sur cette trajectoire directe qui nécessite une énergie de lancement (C3) de 106,6 km²/s², la sonde spatiale est placée en orbite par un lanceur lourd Space Launch System Bloc 2 avec un troisième étage à propergol solide Castor 30B. Un scénario de repli qui ne nécessite un C3 de seulement 41 km²/s² mais implique d'utiliser l'assistance gravitationnelle de Vénus (avec un impact sur l'isolation thermique et la date d'arrivée)  consiste à lancer la sonde spatiale avec un lanceur lourd Falcon Heavy (version non réutilisable).
- L'insertion en orbite autour de Saturne a lieu en septembre 2045. La sonde spatiale orbite autour de la planète géante durant près de cinq ans.
- En mars 2050, elle se place sur une orbite de halo d'une période de 12 heures autour d'Encelade en survolant le pôle à une altitude de 25 kilomètres de sa surface. Durant cette phase d'une durée de 1,5 an, la sonde spatiale prélève à plusieurs reprises des échantillons des geysers produits par la lune.
- En septembre 2051 la sonde spatiale se pose à la surface de la lune. Durant la mission primaire d'une durée de 2 ans, elle prélève des échantillons du sol qu'elle analyse.
- La mission primaire s'achève en octobre 2053 soit 15 ans après le lancement. Un prolongement de la mission est envisagé.